# 永莆铁路
永莆铁路，为昌福铁路支线，联络福建省永泰县和莆田市，全线设计时速为200公里，起于永泰站、止于莆田站。永莆铁路与昌福铁路在建设时称向莆铁路，在永泰分叉之后，永泰至莆田的支线为永莆线。永泰站至莆田站59.387km。